# Chatham (Town, New York)
Chatham /ˈtʃætəm/ ist eine Stadt im Columbia County, New York, Vereinigte Staaten. Die Einwohnerzahl lag bei der Volkszählung 2020 bei 4.104 Einwohnern.

## Geschichte
Die ersten Siedler waren Holländer, später kamen Quäker und Neuengländer hinzu. Die Stadt Chatham wurde 1795 aus den Städten Canaan und Kinderhook gebildet. Im Gegensatz zu seinem heutigen Zustand oder Image war Chatham in den frühen 1900er Jahren ein industrielles Zentrum für mehrere zwischenstaatliche Eisenbahnlinien, darunter der Knotenpunkt der Boston and Albany Railroad für Verbindungen nach Osten und Westen, der Rutland Railroad für Verbindungen nach Vermont im Norden und der Harlem Line der New York Central für Verbindungen nach New York City. Im Jahr 1887 wurde ein von Henry Hobson Richardson entworfener Terminal gebaut. Der Amtrak-Zug Lake Shore Limited fährt in Ost-West-Richtung durch den Ort, hält aber nicht. In Zukunft plant Amtrak den Bau eines Bahnhofs in Chatham.

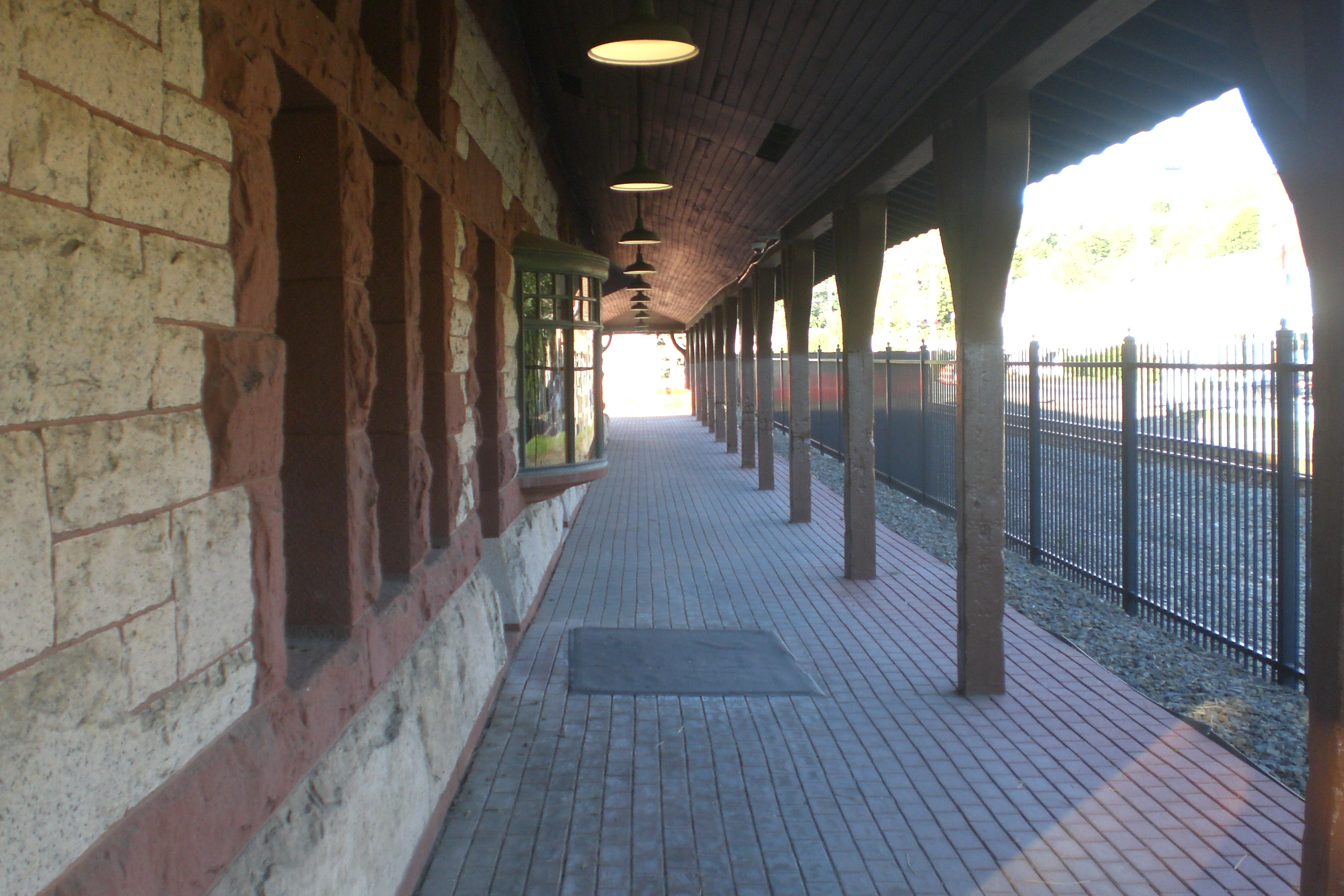
Bahnhof Chatham (New York Central Railroad)

Das Blinn-Pulver Farmhouse, das Melius-Bentley House, das Peck House, der Riders Mills Historic District, das Silvernail Homestead, der Simons General Store, die Spengler Bridge, die St. John’s Lutheran Church, das James G. Van Valkenburgh House und das John S. Williams House and Farm sind im National Register of Historic Places aufgeführt.

## Geografie
Nach Angaben des United States Census Bureau hat die Stadt eine Gesamtfläche von 53,6 Quadratmeilen (138,7 km²), wovon 53,2 Quadratmeilen (137,9 km²) auf Land und 0,31 Quadratmeilen (0,8 km²) oder 0,59 % auf Wasser entfallen.
Die nördliche Stadtgrenze ist die Grenze von Rensselaer County.
Der nördliche Endpunkt des Taconic State Parkway liegt in der Stadt, und die Interstate 90 führt durch die Stadt.
Die New York State Route 66 und die New York State Route 203 kreuzen sich in der Stadt.
Benachbarte Städte und Gebiete

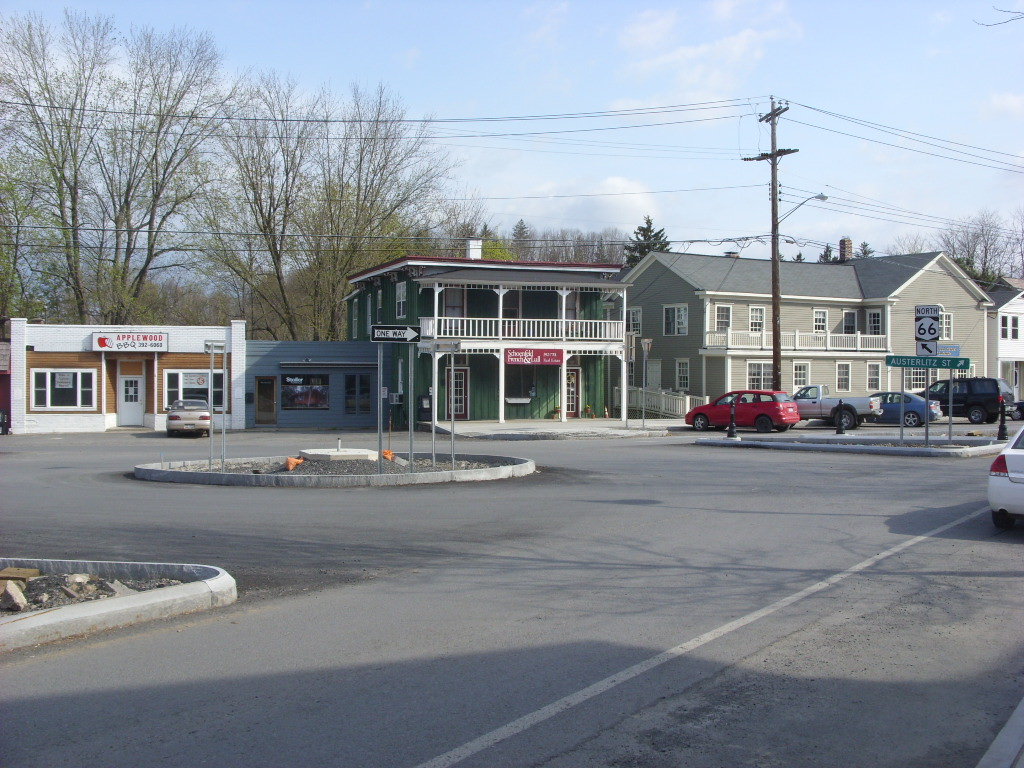
NY 66 (Chatham)

Die Stadt Kinderhook liegt im Westen, und die Städte Canaan und New Lebanon liegen im Osten. Im Norden liegen die Städte Schodack und Nassau im Rensselaer County. Im Süden liegen die Städte Austerlitz und Ghent.

## Persönlichkeiten
- Marguerite Chapman (1918–1999), Schauspielerin
- Kristine DeBell (* 1954), Schauspielerin